# Rionegro (Antioquia)
Rionegro (nome ufficiale: Ciudad Santiago de Arma de Rionegro) è un comune della Colombia facente parte del dipartimento di Antioquia.
Rionegro è circondata a nord dalle municipalità di Guarne e di San Vicente, ad est dalle municipalità di Marinilla e di El Carmen de Viboral, a sud da quella di La Ceja e ad ovest da quelle di El Retiro e di Medellín.
Rionegro è soprannominata talvolta Cuna de la Democracia (Culla della democrazia) in quanto fu una delle città più importanti durante il periodo della lotta per l'indipendenza della Colombia, e la costituzione del 1863 fu scritta proprio a Rionegro.
Rionegro è inoltre la città natale del noto criminale e trafficante Pablo Escobar

## Infrastrutture e trasporti
- La città è servita dall'aeroporto internazionale José María Córdova.

## Sport
Lo Stadio Alberto Grisales è sede delle partite del Rionegro Águilas F.C, che ha esordito nella Categoría Primera A nel 2011. Vi giocava il Deportivo Rionegro prima del suo trasferimento a Bello e del suo cambio di nome in Leones Fútbol Club, unico club colombiano che ha disputato tutte le stagioni della Categoría Primera B, la seconda divisione colombiana.
Di fronte allo stadio si trova il Coliseo Iván Ramiro Córdoba, intitolato a Iván Ramiro Córdoba, nativo di Rionegro. Vi gioca la locale squadra di futsal.

## Note

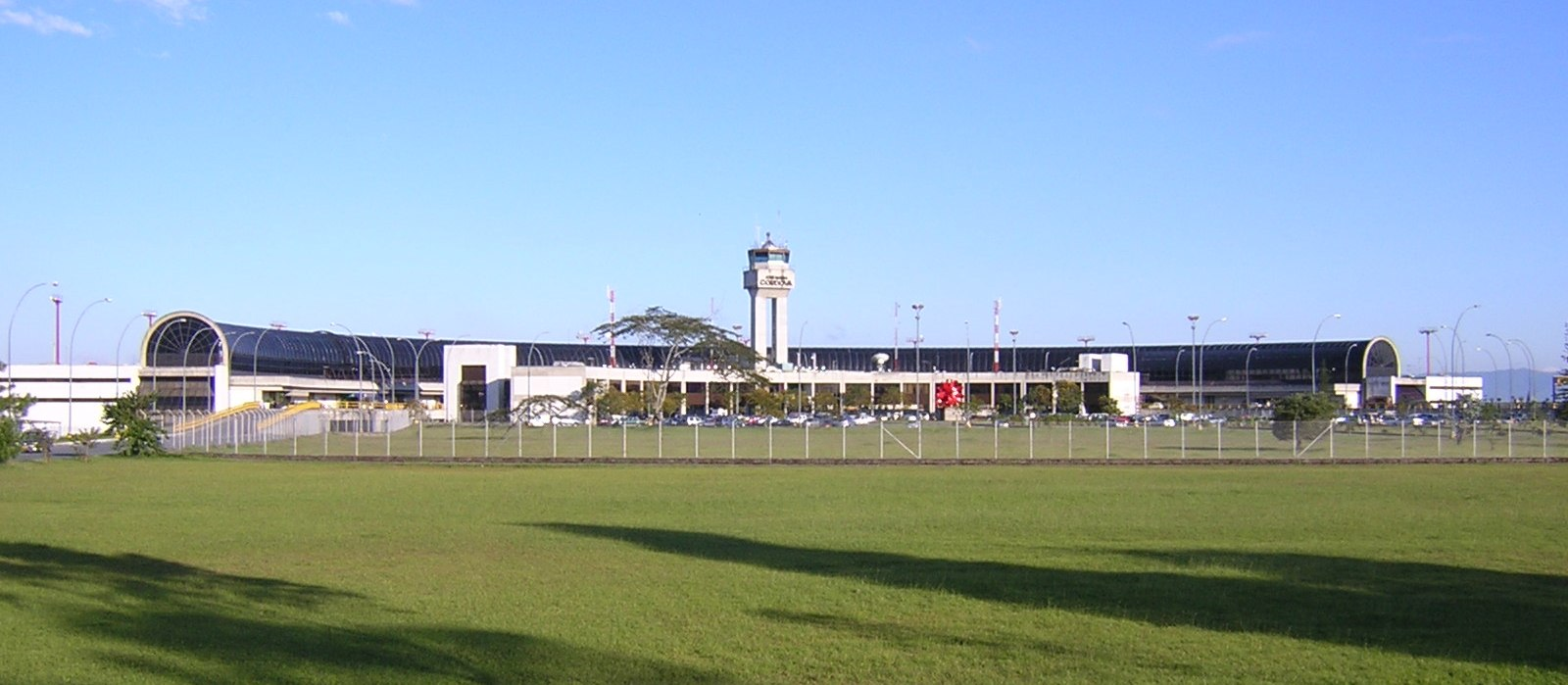
Aeroporto Internazionale José María Córdova